# RollerCoaster Tycoon 3
RollerCoaster Tycoon 3 est un jeu vidéo de simulation de gestion de parc d’attractions, sorti le 5 novembre 2004. Il s'agit du troisième opus de la franchise RollerCoaster Tycoon, créée à l'origine par Chris Sawyer, mais reprise par Frontier Developments.
Il offre la possibilité de créer, modifier et gérer des parcs d'attractions dans différents scénarios proposés. Dans l'édition vanilla du jeu, ceux-ci sont au nombre de 18. Mais grâce au créateur de scénarios implémenté dans le jeu, RollerCoaster Tycoon 3 jouit d'une jouabilité illimitée. De plus, l'accueil d'éléments personnalisés (créés par les joueurs eux-mêmes) est possible, ainsi que la réutilisation des tracés d'attractions des deux premiers opus de la franchise (pour peu que l'attraction soit en elle-même compatible). Tout ceci permettant la pérennisation d'une forte communauté de joueurs.
Le but est de créer ou de reprendre un parc d'attractions, en tenant compte d'un budget limité (sauf en mode « bac à sable »), tout en répondant aux différentes demandes des visiteurs.
RollerCoaster Tycoon 3 est le premier jeu de la franchise à disposer d'un moteur 3D, et permet ainsi au joueur de tester ses propres attractions (CoasterCam), qu'il a au préalable construit au moyen d'un éditeur similaire à celui des deux premiers opus.
De plus, Roller Coaster Tycoon 3 est le premier opus de la franchise dans lequel il est nativement possible d'ajouter sa propre musique au format .mp3 (bien que les deux premiers opus accueillaient 2 thèmes personnalisés via une manipulation des fichiers) pour chacune des attractions ; ainsi que la création et l'usage de spectacles pyrotechniques.

## Extensions
Deux extensions du jeu sont sorties dans le commerce : Délires Aquatiques ! (Titre original : Soaked!, 2005) et Distractions Sauvages (Titre original : Wild!, 2005). Comme leurs noms l'indiquent dans les deux cas, les extensions ajoutent respectivement les thématiques aquatiques et sauvages au jeu.
- Délires Aquatiques ajoute des scénarios utilisant la thématique aquatique, de nouvelles attractions, mais il aussi les complexes aquatiques (piscines, toboggans aquatiques avec ou sans canots pneumatiques) et divers ajouts comme les stands de crème solaire ou de maillots de bain.
- Distractions Sauvages ajoute quant à lui l'élevage zoologique, ainsi que des attractions comme les trains ou trams traversant les enclos, les maisons aux singes ou encore aux insectes, mais aussi des attractions et bien sûr, de nouveaux scénarios.

## Postérité
Le 8 septembre 2020, Frontier Developments annonce la sortie d'une version remastérisé du jeu. Celle-ci sortira le 24 septembre 2020 sur Steam et sur Nintendo Switch et proposera notamment des graphismes améliorés et les deux extensions, RollerCoaster Tycoon 3 : Délires aquatiques ! et RollerCoaster Tycoon 3 : Distractions sauvages !.